# Philon (Graveur)
Philon (altgriechisch Φίλων Phílōn) war ein antiker griechischer Metall-Ringgraveur, der in hellenistischer Zeit tätig war.
Philon ist einzig von der Signatur auf einem Silberring mit dem Bildnis eines jungen Mannes unbekannter Herkunft bekannt. Aufgrund stilistischer Vergleiche konnte man ihn in hellenistische Zeit, aber nicht genauer, datieren. Der Ring gehörte zur Sammlung Tyszkiewicz und ist mittlerweile verschollen. Philon ist damit einer von sehr wenigen namentlich bekannten Ringgraveuren des Hellenismus,
ein weiterer ist Dromas.